# توم سميث (مدرب كرة سلة)
توم سميث (بالإنجليزية: Tom Smith)‏ هو مدرب كرة سلة أمريكي، ولد في 8 سبتمبر 1944 في ديترويت في الولايات المتحدة.